# Zhou Xiuhua
Zhou Xiuhua (xinès: 周秀華)  (valor desconegut, 8 de desembre de 1966) és una ex-remadora xinesa que va competir sota bandera durant la dècada de 1980.
El 1988 va prendre part en els Jocs Olímpics de Seül, on guanyà la medalla de bronze en la prova del vuit amb timoner del programa de rem. En el seu palmarès també destaca una medalla d'or als Jocs Asiàtics.